# David Kolitagane
David Kolitagane est un haut fonctionnaire et diplomate fidjien.

## Biographie
Faisant carrière dans la haute administration publique, il est un temps directeur général, ou président du comité de direction, de diverses entreprises publiques dont l'Autorité de sécurité maritime des Fidji et l'entreprise publique de l'énergie, Energy Fiji Limited. Il est ensuite le secrétaire permanent du ministère du Développement maritime et rural. En novembre 2023 il devient le haut commissaire (ambassadeur) des Fidji en Australie,. Bien que cette nomination ait été pour une durée de trois ans, David Kolitagane a été nommé à ce poste par le gouvernement de Frank Bainimarama peu avant la défaite électorale de celui-ci. En septembre 2023, le nouveau Premier ministre Sitiveni Rabuka nomme son allié politique Ajay Amrit à ce poste, remplaçant ainsi David Kolitagane,.